# Kolobok
Kolobok (en cyrillique : Колобо́к) est le personnage principal d'un conte sériel slave oriental du même nom : il s'agit originellement, soit d'une boule de pâte frite (une sorte de beignet), soit d'une galette, qui prend vie.
Le conte, qui figure parmi les Contes populaires slave d'Alexandre Afanassiev sous le numéro 16 (édition originale de 1873) et 36 (édition de 1958), est connu dans les aires d'influence slave et balte sous diverses formes. Un conte similaire, faisant intervenir une crêpe qui roule, a été enregistré dans les cultures germanique et nordique. Un conte similaire se retrouve aussi dans la tradition anglophone sous le nom de The Gingerbread Man (Le Petit Bonhomme de pain d'épices). Dans la classification Aarne-Thompson, le conte-type porte le numéro AT 2025. Le motif intitulé The Fleeing Pancake (gingerbread man) a été codifié Z31.3.1 par Stith Thompson.
La présence dans le conte d'une chansonnette est plus spécialement typique des traditions ukrainienne et biélorusse.
En français, le conte a été traduit sous le titre de Roule Galette (Natha Caputo) ou de La Petite Galette ronde (Lise Gruel-Apert).

## Intrigue du conte

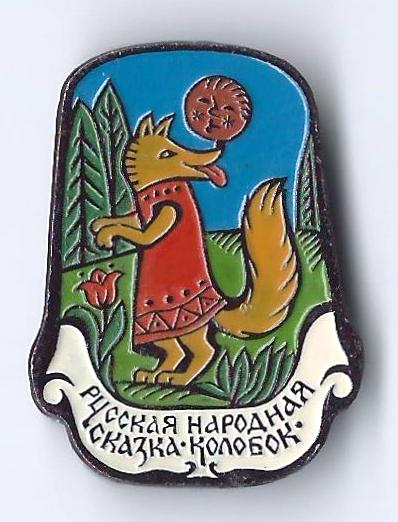
Épinglette russe : « Conte populaire russe : Kolobok ».

Le lieu de recueil de cette version n'a pas été noté.
Un vieux demande à sa vieille de lui cuire un kolobok. En cherchant bien, la vieille retrouve deux poignées de farine avec lesquelles elle confectionne un beignet rond (ou une galette), qu'elle met à refroidir sur le bord de la fenêtre. Au bout d'un moment, le kolobok s'anime, se met à rouler, et prend la clé des champs. Il rencontre un lièvre qui s'apprête à la manger, mais il lui propose d'écouter plutôt sa chanson : On m'a râclé dans le coffre, on m'a ramassé dans la maie, on m'a mélangé avec de la crème, on m'a frit dans de l'huile, mis à refroidir à la fenêtre, j'ai échappé au vieux, j'ai échappé à la vieille, à toi, lièvre, ce ne sera pas bien malin d'échapper !, et il disparaît. La scène se répète avec un loup, un ours (à chaque fois, Kolobok ajoute un vers à sa ritournelle), et enfin avec un renard ; mais celui-ci, au lieu d'annoncer tout de go comme les autres animaux « je vais te manger », commence par saluer et complimenter le kolobok avant d'écouter sa chanson. Il  lui dit alors qu'il est vieux et qu'il entend mal, et demande au kolobok de réinterpréter la chanson en se plaçant sur son museau afin qu'il l'entende mieux ; puis enfin sur sa langue. « Bêtement », le kolobok saute sur la langue du renard et celui-ci l'avale.

## Variantes
Dans une variante, le renard se casse les dents sur Kolobok et celui-ci retourne auprès du vieux et de la vieille. Ceux-ci sont en train de manger des pommes de terre et s'estiment heureux de ne pas avoir subi le sort du renard.
Une autre variante fait intervenir sept personnages de rencontre successifs. Chacun mange un morceau de Kolobok, mais celui-ci ne peut être digéré, de sorte qu'ils les recrachent et que Kolobok, reconstitué à partir des morceaux, poursuit son chemin.
Un « conte du Nord » collecté initialement par Nikolaï Ontchoukov et intitulé Le Petit Gars d'argile (Glinianyï pareniok), ou Le Glouton (Objora) dans une version développée, fonctionne à l'envers de Kolobok : un vieux et sa vieille, sans enfants, façonnent un enfant d'argile, mais celui-ci, qui est affligé d'une boulimie sans limite, les dévore, puis s'échappe et se met à dévorer tous ceux qui croisent sa route. Par ruse, un bélier parvient à lui faire éclater le ventre d'un coup de cornes, et il restitue tous ceux qu'il avait avalés.

## Nom de Kolobok
Kolobok est un diminutif de kolob (колоб), qui signifie « boule, écheveau » ou « pain rond, boule de pain sans levain », . Dans les dialectes de la région de Tver, on trouve les mots koloboukha (колобу́ха), « boulette, lourdaud » (voir le français boulet), koloban (колоба́н), « grosse galette », okolobet’ (околобе́ть) « se serrer, se pelotonner ». Il s'agit d'une grosse galette qui se gonfle pour prendre une forme presque sphérique en fin de cuisson. Il existe aussi dans les langues slaves un mot kolo (коло) qui signifie « cercle » – d'où kolesso (колесо), « roue », mais sa parenté avec le terme kolob est discutée.
Selon certaines hypothèses, le mot aurait pu être emprunté au grec kollabos (κόλλαϐος) « pain de froment » ou au scandinave klabb « petit billot » en suédois, « boule » en norvégien, ou encore à un terme vieux norrois kolfr « perche, gaule », mais ces comparaisons ne sont pas concluantes d'un point de vue phonétique. On a parfois aussi envisagé un rapprochement avec le letton kalbaks « grosse tranche, chanteau de pain ».

## Analogies dans d'autres cultures
En tchèque, le conte s'appelle O Koblížkovi, et le personnage, Koblížek. Son nom provient de kobliha, qui est un beignet équivalent au paczki polonais, ou au krafne croate, bosniaque et serbe. En slovaque, l'histoire s'intitule O Pampúchovi (« Histoire du Beignet »), ou Ako išiel Pampúch na vandrovku (« Comment le Beignet partit à l'aventure »), ou l'équivalent en utilisant le diminutif Pampúšik. Pampúch est le mot slovaque pour ce type de beignet slave.
En Allemagne, un conte très similaire a été recueilli en 1854 par Carl et Theodor Colshorn. Dans leur recueil Märchen und Sagen aus Hannover (Contes et légendes du Hanovre), le conte en bas allemand Dicke fette Pannekauken, blief stahn, eck will di fräten! (Grosse-grasse crêpe, reste tranquille, je vais te manger !) est bâti sur le même thème, même si la fin diffère de la version slave : la crêpe rencontre des enfants orphelins affamés et accepte de se laisser manger. Par la suite, le titre du conte a été abrégé en De dicke fette Pannkoken (en bas-allemand) ou Der dicke fette Pfannkuchen (en allemand standard). Dans les éditions allemandes, la crêpe est souvent représentée avec de petites pattes, contrairement aux autres variantes du conte.
En Norvège, une autre version similaire a été notée dans les années 1840 par Peter Christen Asbjørnsen et publiée dans le recueil Norske Folkeeventyr sous le nom de Pannekaken (La Crêpe). Ici, une mère de sept enfants est en train de préparer des crêpes, lorsque l'une d'elles prend soudain vie et s'échappe de la maison en roulant sur elle-même. Elle rencontre successivement plusieurs animaux, jusqu'à ce qu'un cochon, plus malin que les autres, parvienne à gagner sa confiance et à se rapprocher assez d'elle pour l'engloutir.
D'autres versions du conte ont été notées dans les folklores ouzbek et tatar.
Des analogies avec certains passages du conte apparaissent dans des fables animalières de Jean de La Fontaine, telles que Le Corbeau et le Renard ou encore  Le Chat, la Belette et le Petit Lapin : Grippeminaud leur dit : Mes enfants, approchez, / Approchez, je suis sourd, les ans en sont la cause. / L'un et l'autre approcha ne craignant nulle chose. / Aussitôt qu'à portée il vit les contestants, / Grippeminaud le bon apôtre / Jetant des deux côtés la griffe en même temps, / Mit les plaideurs d'accord en croquant l'un et l'autre.

## KoloboketTom Pouce
D'autres analogies peuvent être remarquées avec le conte de Tom Pouce (ou Pouçot) :
- généralement, l'introduction de Tom Pouce évoque la femme qui souhaite un enfant en train de pétrir de la pâte, et Tom Pouce naît de cette pâte[5] ;
- Tom Pouce est avalé, puis « expulsé » par plusieurs animaux successivement (une vache ou un bœuf, un loup...), comme dans certaines variantes de Kolobok. Nicole Belmont commente à ce sujet : « Ce conte [Tom Pouce] donne le sentiment d'un perpetuum mobile, d'une circulation ininterrompue, jusqu'à la conclusion, le plus souvent heureuse, son retour définitif auprès de ses parents » (ce qu'évoquent d'autres variantes de Kolobok) ; le conte est « presque entièrement préoccupé par le thème de l'avalement et de la dévoration » ;
- le renard intervient vers la fin de certaines variantes, pour conseiller au loup d'expulser Tom Pouce, dont la voix sort de ses propres entrailles ;
- du conte de Tom Pouce émane « une grande gaieté, beaucoup de vivacité et d'allégresse » (Belmont). Il s'agit dans les deux cas d'un conte typiquement destiné aux enfants (genre caractérisé par une brièveté relative et une trame narrative simple selon Sébillot, à quoi s'ajoute selon N. Belmont l'« oralité cannibalique » et le fait que le parcours du héros n'aboutit pas au mariage). Ces contes étaient souvent dédaignés par les grands conteurs et plutôt transmis par les femmes, mères ou grand-mères (Belmont, Joisten).

## Illustrations

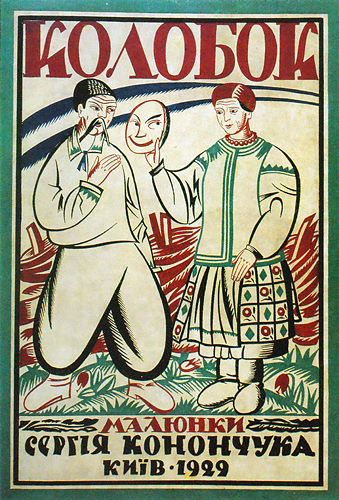
Illustration de Serguiï Konontchouk (1929).

De nombreux dessinateurs ont été inspirés par l'histoire de Kolobok. En Ukraine, Serguiï Konontchouk (uk) a exécuté en 1929 une série d'illustrations (imprimées dans les années 1980 par sa sœur) sur ce thème, dans le style du pays.

## Émoticônes
À cause de sa forme et de sa couleur, le nom de kolobok a parfois été donné aux émoticônes représentant un visage rond.

## Adaptations
- 1936 : Kolobok, un court métrage d'animation soviétique de Vladimir Souteïev (ru)
- 1956 : Kolobok, un film de marionnettes soviétique de Roman Davydov

- 2022

The last warrior 2